# آب‌انبار پای برج
آب‌انبار پای برج مربوط به افشار تا دوره قاجار است و در شهرستان مهریز، بخش مرکزی، دهستان خور میز، روستای سریزد واقع شده و این اثر در تاریخ ۲۷ بهمن ۱۳۸۷ با شمارهٔ ثبت ۲۴۷۵۷ به‌عنوان یکی از آثار ملی ایران به ثبت رسیده است.